# Ciclismo nos Jogos Olímpicos de Verão de 2012 - Keirin feminino

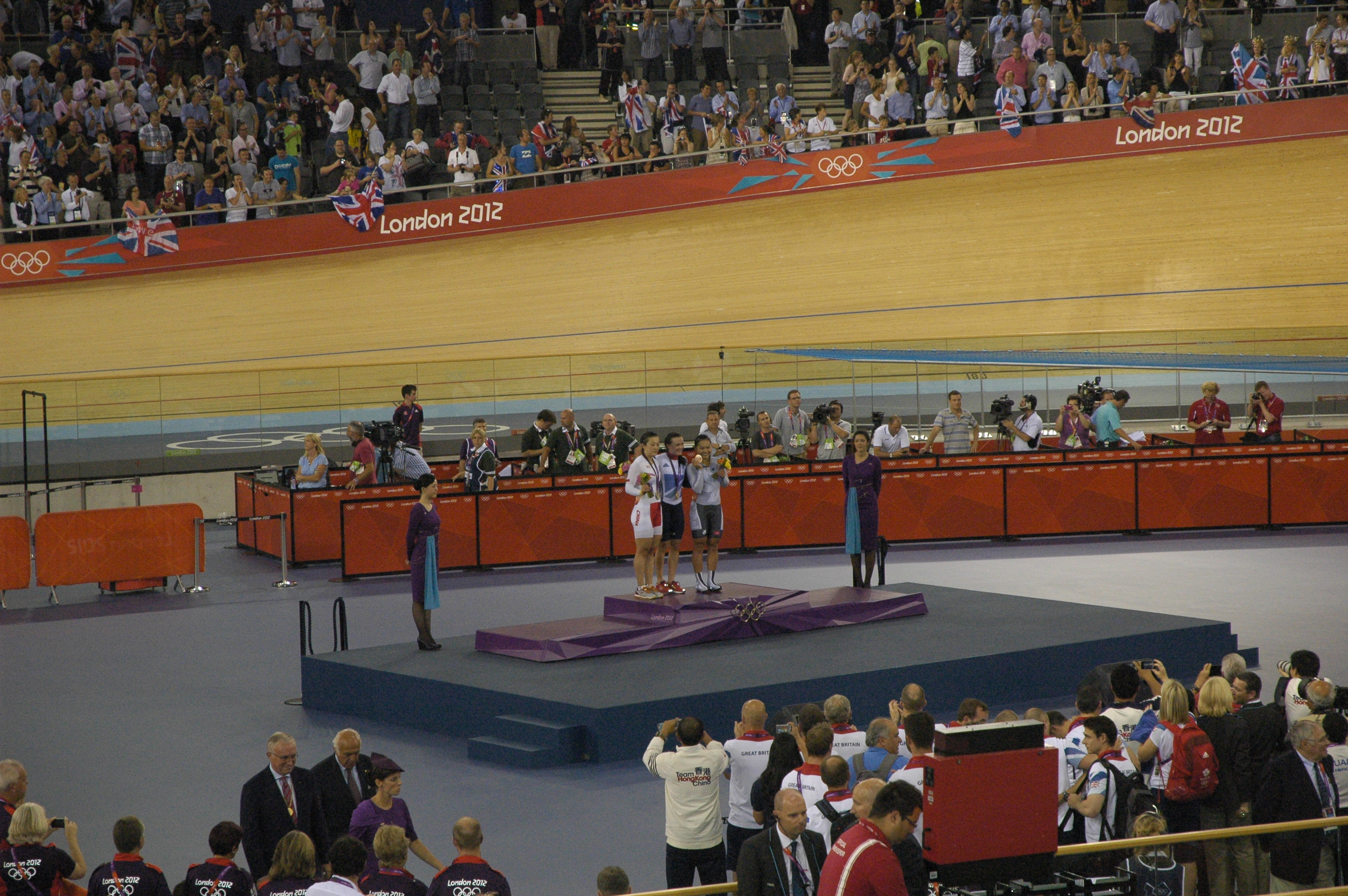
Pódio da prova de Keirin feminino.

A prova de Keirin feminino do ciclismo nos Jogos Olímpicos de Verão de 2012 foi realizada no dia 3 de agosto no Velódromo de Londres.
Victoria Pendleton, da Grã-Bretanha, conquistou a medalha de ouro. Guo Shuang da China ganhou a prata e Lee Wai Sze levou o bronze, a única medalha de Hong Kong nos Jogos de 2012.

## Calendário
Horário local (UTC+1)
| Dia         | Horário | Fase                                        |
| ----------- | ------- | ------------------------------------------- |
| 3 de agosto | 16:00   | Primeira fase Repescagem Segunda fase Final |

## Medalhistas
| Ouro   | GBR Victoria Pendleton |
| Prata  | CHN Guo Shuang         |
| Bronze | HKG Lee Wai Sze        |

## Resultados

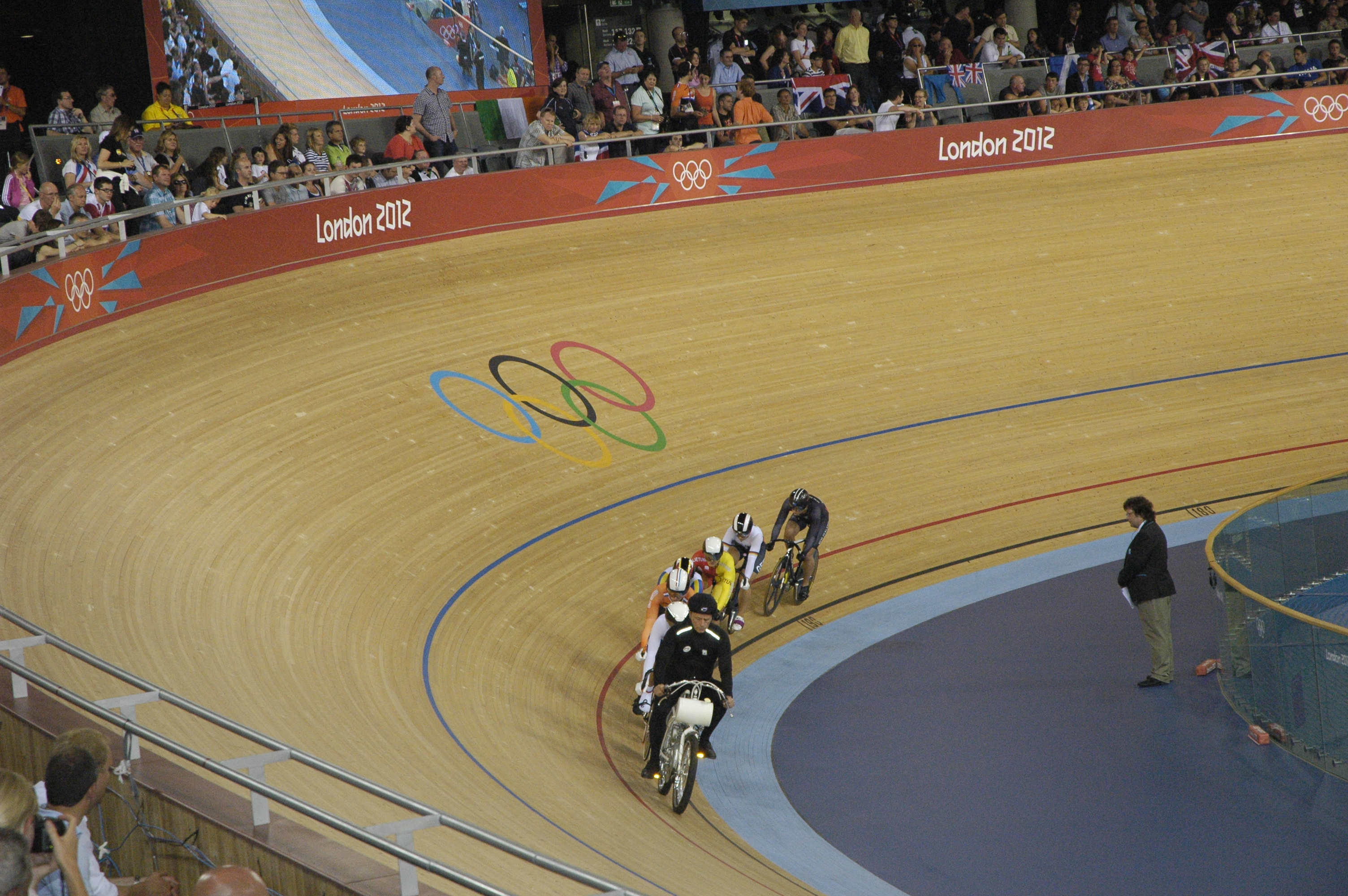
Uma das baterias da prova no Velódromo de Londres.

### Primeira fase
As duas melhores de cada bateria avançam para a segunda fase e as demais participantes disputam a repescagem.
Bateria 1
| Pos. | Ciclista               |
| ---- | ---------------------- |
| 1    | GER Kristina Vogel     |
| 2    | RUS Ekaterina Gnidenko |
| 3    | CUB Lisandra Guerra    |
| 4    | COL Juliana Gaviria    |
| 5    | CAN Monique Sullivan   |
| 6    | FRA Clara Sanchez      |

Bateria 2
| Pos. | Ciclista               |
| ---- | ---------------------- |
| 1    | GBR Victoria Pendleton |
| 2    | AUS Anna Meares        |
| 3    | NZL Natasha Hansen     |
| 4    | MAS Fatehah Mustapa    |
| 5    | UKR Lyubov Shulika     |
| 6    | NED Willy Kanis        |

Bateria 3
| Pos. | Ciclista               |
| ---- | ---------------------- |
| 1    | CHN Guo Shuang         |
| 2    | LTU Simona Krupeckaitė |
| 3    | VEN Daniela Larreal    |
| 4    | HKG Lee Wai Sze        |
| 5    | KOR Lee Hye-Jin        |
| 6    | BLR Olga Panarina      |

### Repescagem
As três melhores de cada bateria avançam para a segunda fase.
Bateria 1
| Pos. | Ciclista             |
| ---- | -------------------- |
| 1    | HKG Lee Wai Sze      |
| 2    | NED Willy Kanis      |
| 3    | CAN Monique Sullivan |
| 4    | CUB Lisandra Guerra  |
| 5    | BLR Olga Panarina    |
| 6    | COL Juliana Gaviria  |

Bateria 2
| Pos. | Ciclista            |
| ---- | ------------------- |
| 1    | FRA Clara Sanchez   |
| 2    | NZL Natasha Hansen  |
| 3    | VEN Daniela Larreal |
| 4    | UKR Lyubov Shulika  |
| 5    | MAS Fatehah Mustapa |
| 6    | KOR Lee Hye-Jin     |

### Segunda fase
As três melhores de cada bateria avançam para a final e as demais participantes disputam a classificação do 7º ao 12º lugar.
Bateria 1
| Pos. | Ciclista               |
| ---- | ---------------------- |
| 1    | AUS Anna Meares        |
| 2    | CAN Monique Sullivan   |
| 3    | HKG Lee Wai Sze        |
| 4    | NED Willy Kanis        |
| 5    | LTU Simona Krupeckaitė |
| 6    | GER Kristina Vogel     |

Bateria 2
| Pos. | Ciclista               |
| ---- | ---------------------- |
| 1    | GBR Victoria Pendleton |
| 2    | FRA Clara Sanchez      |
| 3    | CHN Guo Shuang         |
| 4    | RUS Ekaterina Gnidenko |
| 5    | NZL Natasha Hansen     |
| 6    | VEN Daniela Larreal    |

### Finais
7º ao 12º lugar
| Pos. | Ciclista               |
| ---- | ---------------------- |
| 7    | LTU Simona Krupeckaitė |
| 8    | VEN Daniela Larreal    |
| 9    | GER Kristina Vogel     |
| 10   | NZL Natasha Hansen     |
| 11   | NED Willy Kanis        |
| DSQ  | RUS Ekaterina Gnidenko |

1º ao 6º lugar
| Pos.              | Ciclista               |
| ----------------- | ---------------------- |
| Medalha de ouro   | GBR Victoria Pendleton |
| Medalha de prata  | CHN Guo Shuang         |
| Medalha de bronze | HKG Lee Wai Sze        |
| 4                 | FRA Clara Sanchez      |
| 5                 | AUS Anna Meares        |
| 6                 | CAN Monique Sullivan   |